# UFC Fight Night: Teixeira vs. St. Preux
UFC Fight Night: Teixeira vs. St. Preux (también conocido como UFC Fight Night 73) fue un evento de artes marciales mixtas celebrado por Ultimate Fighting Championship el 8 de agosto de 2015 en el Bridgestone Arena, en Nashville, Tennessee.

## Historia
El evento estelar contó con el combate de peso semipesado entre Glover Teixeira y Ovince St. Preux.
Joe Riggs esperaba enfrentarse a Uriah Hall en el evento. Sin embargo, Riggs sufrió una lesión y Oluwale Bamgbose lo reemplazó.
Ian McCall esperaba enfrentarse a Dustin Ortiz en el evento. Sin embargo, McCall sufrió una lesión y fue reemplazado por Willie Gates.

## Premios extra
Cada peleador recibió un bono de $50,000.
- Pelea de la Noche: Glover Teixeira vs. Ovince St. Preux
- Actuación de la Noche: Amanda Nunes y Marlon Vera